# Altenburg (Spessart)

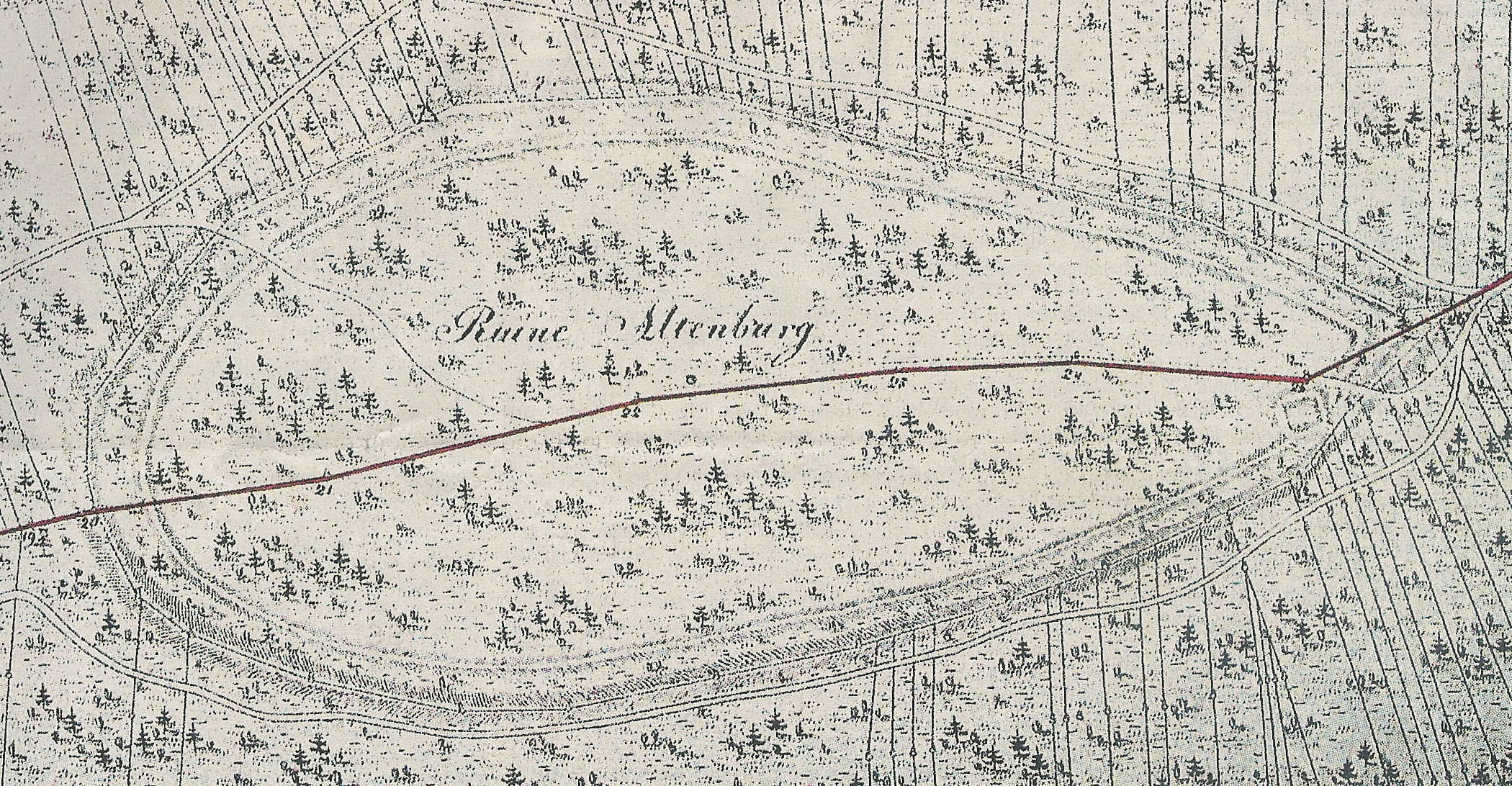
Karte der Altenburg im Spessart aus dem Kataster von 1845

Die Altenburg ist eine prähistorische Befestigungsanlage im Spessart zwischen den Ortschaften Soden (Ortsteil von Sulzbach am Main) und Ebersbach (Ortsteil von Leidersbach) im unterfränkischen Landkreis Miltenberg auf der Kuppe des Schlossbergs. In Ost-West-Richtung ist sie 365 Meter lang und in Nord-Süd-Richtung 180 Meter breit. Heute ist noch ein doppelter Ringwall zu erkennen, der das Gipfelplateau des Berges umgibt.

## Geschichte

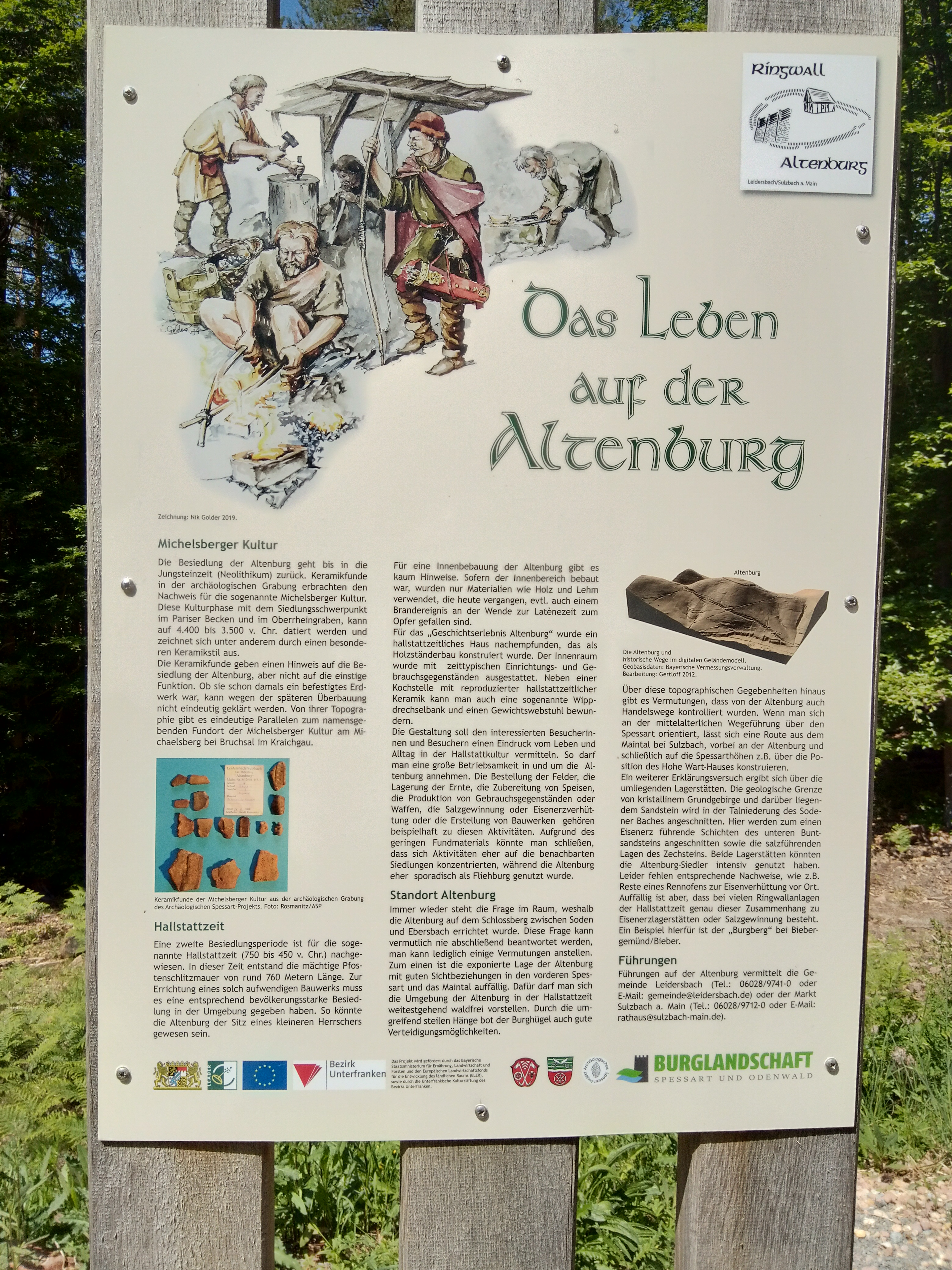
Infotafel Altenburg Das Leben auf der Altenburg mit Funddarstellung

Im 19. und frühen 20. Jahrhundert wurde das Bauwerk durch den Abbruch von Steinen, die für Bauvorhaben in den umliegenden Ortschaften benötigt wurden, stark in Mitleidenschaft gezogen. Besonders die Reste des viereckigen Turms/Gebäudes auf der Ostseite wurden vollständig abgetragen.
Zu Zeiten des Königreichs Bayern wurde das Bauwerk noch in die Urnenfelderkultur um 1000 vor Christus datiert. Spätere Ansätze sprachen für eine Nutzung der Anlage als Fliehburg im frühen Mittelalter.
In den Jahren 2008 und 2009 führte das Archäologische Spessartprojekt (ASP) Ausgrabungen auf dem Gelände der Altenburg durch. Ziel der Grabungen war es, festzustellen, wie alt die Anlage ist, welche Nutzungsphasen nachweisbar sind und wie die imposanten Ringwälle ursprünglich konstruiert waren. Archäologisch nachweisbar sind folgende Phasen:
1. Phase: Datiert in die Zeit der Michelsberger Kultur (ca. 4400–3500 v. Chr.). Aus dieser Zeit stammen einige für diese Kultur typische Keramikfragmente. Da keine weiteren Siedlungsreste gefunden werden konnten, können keine weiteren Aussagen über diese Phase getroffen werden. Es ist beispielsweise unklar, wie groß die Siedlung war, wo genau sie sich auf dem Gelände befunden hatte oder ob Vorgängerbauten der Wälle schon zu diesem Zeitpunkt existierten.
2. Phase: Übergang Hallstattzeit / Latènezeit. Während der Grabungsarbeiten kamen im inneren Wall der Anlage massive Holzkohleschichten zutage. Diese Schichten waren die Überreste von verkohlten Eichenbalken, die ursprünglich im Wall verbaut waren. Die Holzreste konnten mit Hilfe der Radiokohlenstoffmethode und der Dendrochronologie datiert werden. Die Untersuchung der noch erhaltenen Jahresringe eines Balkens ergab, dass der Baum, aus dem das Holz stammt, nicht vor dem Jahr 613 v. Chr. geschlagen worden war. Eine genauere zeitliche Einordnung war aufgrund des schlechten Erhaltungszustandes nicht möglich. Die Ergebnisse der Radiokohlenstoffanalyse deuten auf die Zeit um 450 v. Chr. Vermutlich handelte es sich beim inneren Wall um die verstürzten Überreste einer Pfostenschlitzmauer.
3. Phase: Da die Versturzschichten des inneren Walles unter dem äußeren Bering verlaufen, muss davon ausgegangen werden, dass der äußere Wall nach der Zerstörung des inneren errichtet wurde. Eine genaue Datierung des äußeren Berings ist jedoch aufgrund fehlender Funde nicht möglich.
Das Gelände der Altenburg ist sehr stark gestört durch die erwähnten Steinbrucharbeiten im 19. und frühen 20. Jahrhundert, Raubgräber und Schatzsucher sowie Manöver der US-Streitkräfte nach dem Zweiten Weltkrieg. Dies erschwert die archäologische Untersuchung der Anlage bzw. macht sie stellenweise unmöglich. Über eine Innenbebauung lassen sich daher keine Aussagen treffen.
Festzuhalten ist, dass die Altenburg in der Zeit um etwa 600–450 v. Chr. eine keltische Befestigungsanlage war, die vermutlich die Handelswege in der Region kontrollieren sollte und durch ihre exponierte Lage sicherlich auch repräsentativen Zwecken diente.

## Sonstiges
Wie meist um alte Anlagen ranken sich auch um die Altenburg mehrere Sagen bzw. Legenden. Die bekannteste ist die über die „Aleborgfraale“, die einen alten Schatz bewachen soll, der nur zur Nacht vor dem Johannistag von demjenigen gefunden werden kann, der bei der Schatzsuche kein Wort spricht.

## Rekonstruktion

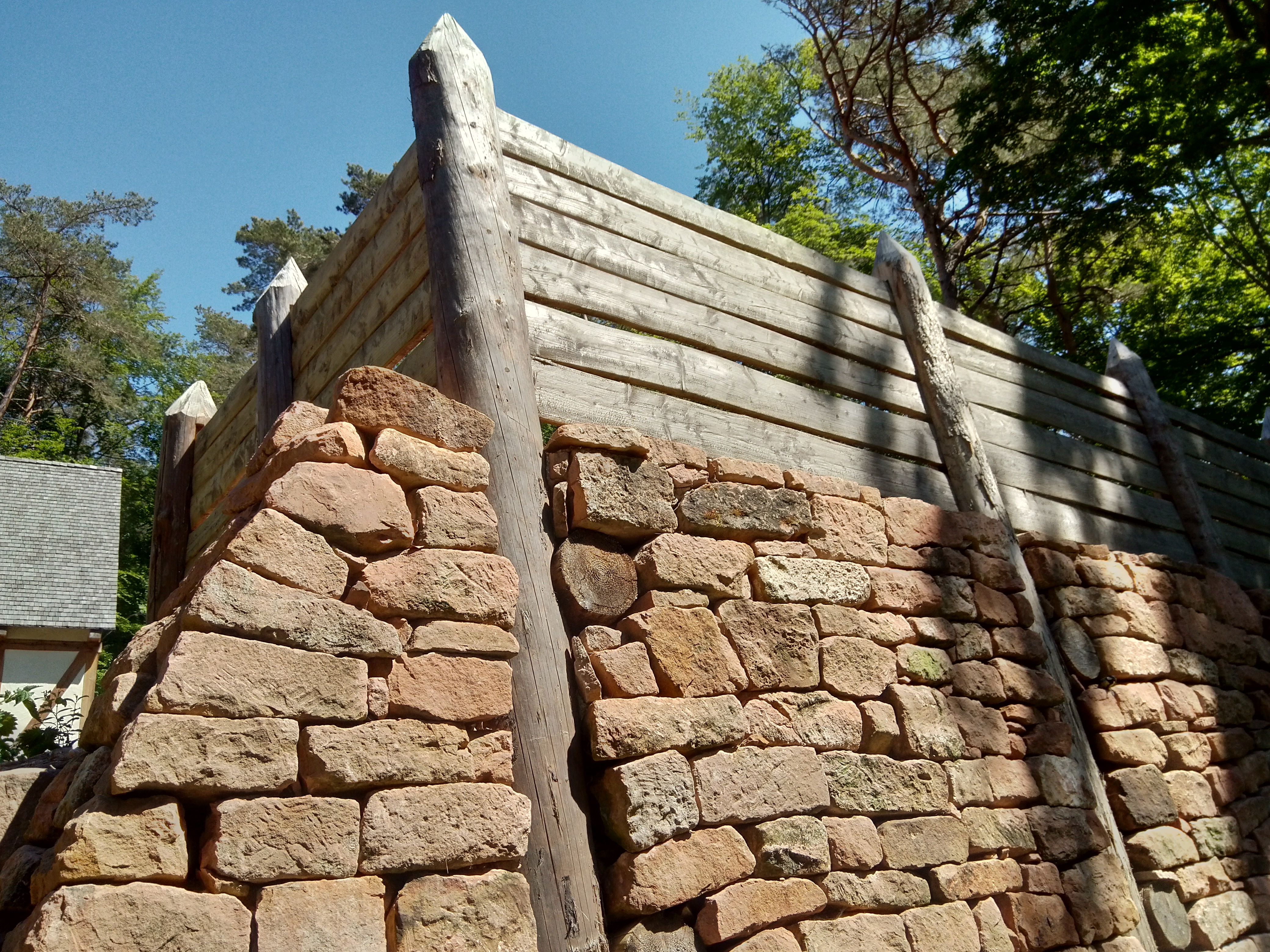
Nachbau einer Pfostenschlitzmauer an der Altenburg

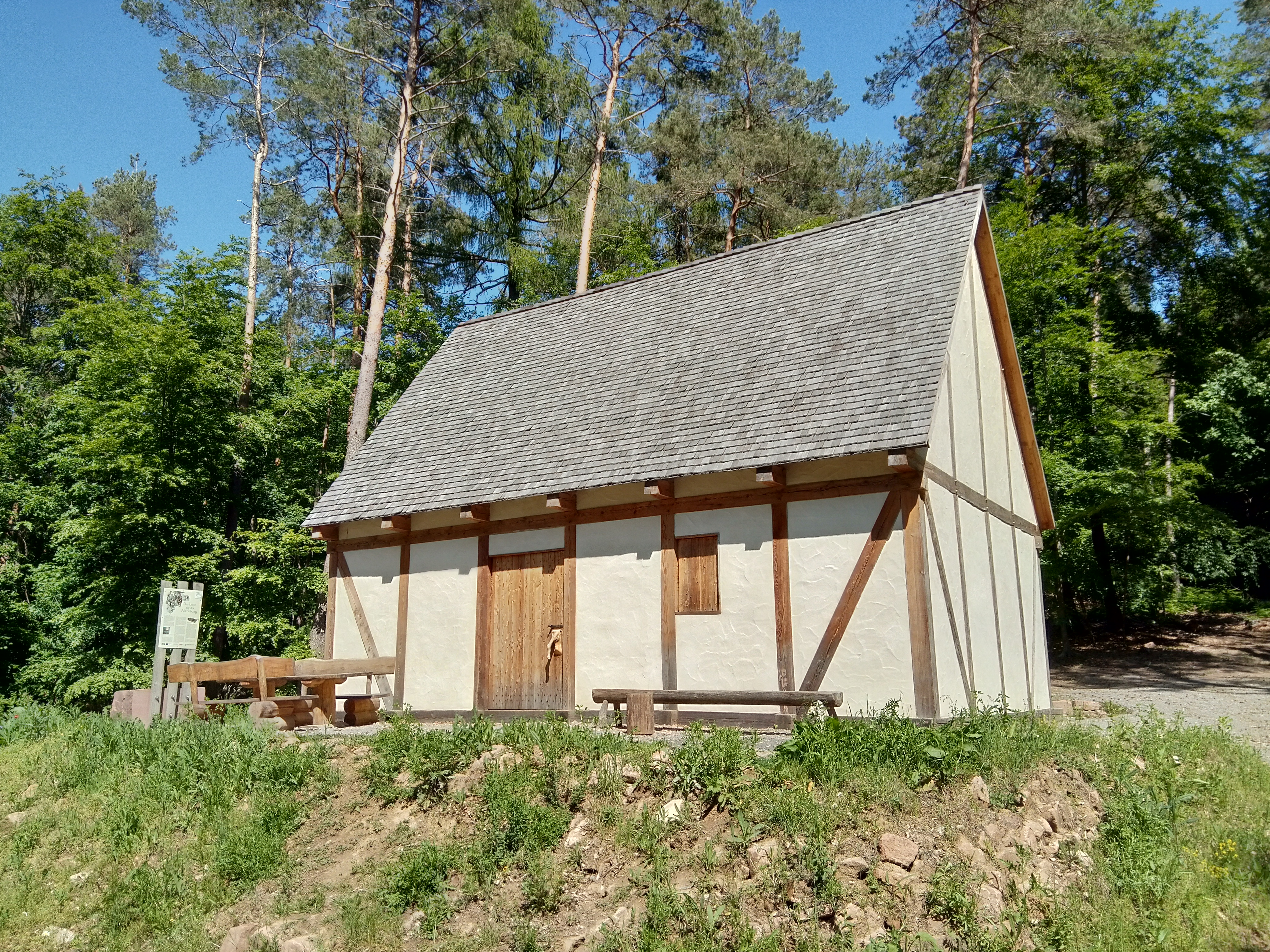
Der Nachbau eines Keltenhauses als Museum

Im Anschluss an die archäologischen Untersuchungen wurde auf dem Gelände der Altenburg von den Geschichtsvereinen Sulzbach und Leidersbach eine mehrere Meter lange Pfostenschlitzmauer nachgebaut. Außerdem wurde ein 'Keltenhaus' errichtet, in dem das Leben auf der Altenburg für Besucher nachgestellt wurde. Zusätzlich sind mehrere Infotafeln aufgestellt worden.